# Abacetus aenigma
Abacetus aenigma là một loài bọ chân chạy thuộc phân họ Pterostichinae. Loài này được Maximilien Chaudoir mô tả lần đầu năm 1869 và được tìm thấy ở nhiều quốc gia ở châu Á. Loài này được tìm thấy ở Campuchia, Trung Quốc, Lào và Việt Nam.